# Per Aspera
Per Aspera je drugi studijski album slovenske death metal skupine Noctiferia, izdan 22. aprila 2003 pri založbi Arctic Music Group.
Novembra 2014 je pri založbi On Parole izšla ponovna izdaja albuma s tremi bonus posnetki pesmi, ki so nastali leta 2000. Videospot za pesem »Fond of Lies« se je na prvem mestu lestvice nacionalne televizije obdržal osem tednov. Izdaji albuma so sledile evropske turneje s skupinami, kot so Marduk, Kataklysm, Immolation, Aborted in Malevolent Creation.

## Seznam pesmi
Vse pesmi je napisala skupina Noctiferia.
Originalna izdaja
1. »Per Aspera« – 1:34
2. »Grief to Master« – 8:50
3. »Fond of Lies« – 6:03
4. »Aught Against Thee« – 5:45
5. »God's Debris« – 7:52
6. »Seething Eye« – 6ː13
7. »Realm Burns On« – 5:43
8. »Never Rue« – 5:56
9. »Err to Hell« – 6:55

Ponovna izdaja
1. »Err to Hell« (demo posnetek) – 7:54
2. »Fond of Lies« (demo posnetek) – 5:24
3. »Aught Against Thee« (demo posnetek) – 5:48

## Zasedba

### Noctiferia
- Artur Felicijan — vokal
- Igor Nardin — kitara
- Uroš Lipovec — bas kitara
- Robert Steblovnik — bobni